# John Martin Scripps
John Martin (nascido John Martin Scripps, 9 de Dezembro de 1959 - 19 de Abril de 1996) era um spree killer inglês que matou 3 turistas - Gerard Lowe em Singapura, e Sheila e Darin Damude na Tailândia - com outras 3 vítimas não confirmadas. Ele fez-se passar por turista quando cometeu os homicídios, e por isso os tablóides ingleses chamaram-nos de "o turista do Inferno". Ele cortou todos os corpos das suas vítimas, usando dotes de talhante que adquiriu na prisão, antes de se livrar deles.
Martin foi preso em Singapura (onde matou Lowe) quando regressou depois de ter matado os Damude. Fotografias das partes do corpo em decomposição foram mostradas como prova durante o julgamento, fazendo dele "um dos mais horrendos" alguma vez ouvidos em Singapura. Ele defendeu-se dizendo que a morte de Lowe foi um acidente e que um amigo dele é que matou os Damude. O Juiz não acreditou na descrição de Martin dos eventos e sentenciou-o à morte por enforcamento, fazendo dele o primeiro britânico, desde a independência de Sigapura da Bretanha e Malásia, a ser dado a pena de morte. Ele é também um dos primeiros ocidentais a ser executado em Singapura desde a independência, o primeiro foi Johannes Van Damme.

## Vida
John Martin Scripps nasceu em Letchworth, Hertfordshire, a 9 de Dezembro de 1959 de Leonard e Jean Scripps, um camionista de East End e uma empregada de bar da Fleet Street, respectivamente. Ele viajou frequentemente durante a sua infância, ocasionalmente acompanhado pelo seu pai, de quem era muito próximo Leonard Scripps suicidou-se quando o seu filho tinha 9 anos. Depois da morte do pai, Scripps desenvolveu problemas em ler e escrever, o que o levou a deixar a escola com 15 anos. Depois de deixar a escola continuou a viajar, angariando dinheiro para as suas viagens fazendo trabalhos estranhos e vendendo antiguidades.

## Carreira criminal
Scripps foi condenado pelo seu primeiro crime em Maio de 1974, onde foi sentenciado a 12 meses de liberdade condicional e multado em £10 pelo Tribunal Juvenil de Highgate por roubo. O castigo não o impediu de continuar a roubar, e em Agosto de 1976 tinha voltado a roubar 3 vezes. Em Junho de 1978, foi multado em £40 por ataque indecente.
Enquanto viajava pelo México, Cripps conheceu María Pilar Arellanos, de Cancún, e casou com ela em 1980. Viajaram juntos durante 2 anos até 1982, quando ele foi sentenciado a 3 anos de prisão por roubo e resistir à detenção. O seu aprisionamento chateou María, e a sua relação piorou quando ele fugiu da prisão durante a dispensa em Junho de 1985 - a meses de completar a pena - e roubou novamente. Foi sentenciado por mais 3 anos de prisão, durante o qual ela preencheu o divórcio e casou com o Polícia Condestável Ken Cold, um oficial do Comando da Protecção Real. Isto zangou Scripps, que actuou em vingança, roubando algumas das roupas de Cold enquanto estava na sua dispensa. Ele ficou apenas mais calmo quando ela se divorciou do seu novo marido e regressou à sua cidade natal. Depois de ser libertado, Scripps mudou legalmente o seu nome para John Martin.
Scripps começou a traficar drogas, e levava heroína entre a Ásia e a Europa para um sindicato. As autoridades de Singapura encontraram o seu nome pela primeira vez em 1987, quando ele foi preso no Aeroporto de Heathrow por posse de drogas. A polícia encontrou uma chave com ele que pertencia a um cofre num banco em Orchard Road em Singapura, onde os oficiais do Departamento Central de Narcóticos de Singapura encontraram 1,5 quilos de heroína no valor de 1 milhão de dólares. Por isto e por outra ofensa de drogas, o Tribunal da Coroa de Southwark em Janeiro de 1988 sentenciou-o a 7 anos de prisão. Ele escapou enquanto estava em dispensa mas foi mais tarde preso novamente. Em Julho de 1992, o Tribunal da Coroa de Winchester adicionou mais 6 anos à sentença original, o que o manteve atrás das grades até 2001 e não fugiu novamente.
Ele estava sob a custódia da Prisão de Albania na Ilha de Wight de Fevereiro de 1992 a Agosto de 1993, quando se tornou um prisioneiro modelo. Inicialmente fazia trabalhos pequenos como lavar pratos e limpeza geral e foi mais tarde promovido a talhante, sob o treino de James Quigley, um cozinheiro da prisão com mais de 20 anos de experiência, e outro colega da prisão apenas identificado como "Ginger", que tinha sido um talhante profissional. Eles ensinaram-no a desmembrar e remover o osso de animais depois de os matar. Martin fez as suas tarefas com tal eficiência que uma vez disse a Quigley que desejava abrir um talho depois de ser libertado.

A 20 de Agosto de 1993, Martin foi transferido da Prisão de Albania para a Prisão The Mount em Hemel Hempstead, Hertfordshire, como resultado de uma mudança na sua categoria de segurança. Em Outubro de 1994, fugiu durante uma dispensa, que foi dada apenas 2 dias depois de lhe ter sido recusada a liberdade condicional. A sua mãe, vendo que ele tinha vendido os seus pertences a todos os colegas da prisão (uma clara indicação de que ia fugir), pediu às autoridades da prisão para não o libertarem. Depois de Martin ser sentenciado à morte, ela reiterou:
A sua mãe deu a Scripps £200 para ir para o mar depois da sua prisão. Para evitar recaptura, ele usou a certidão de nascimento de outro colega da prisão, Simon James Davis, para arranjar um passaporte em nome de Davis. Depois de um mês de ter fugido, ele regressou ao México como John Martin. Ele reportou à Embaixada Britânica que tinha perdido o seu passaporte, e conseguiu arranjar um substituto. Martin chegou a Singapura de São Francisco por volta das 2 da manhã, hora de Singapura, a 8 de Março de 1995 (6 da tarde UTC a 7 de Março).

## Homicídio de turistas
Martin matou, pelo menos, 3 pessoas em Singapura e Tailândia, e pode ter matado outros em Belize, México e Estados Unidos. O seu modus operandi era fazer de turista e conversar com outros caucasianos aleatórios, fosse a bordo dos seus voos ou enquanto esperavam em aeroportos. Ele ficava no mesmo hotel que as vítimas, num quarto perto do deles. Quando tivesse uma desculpa para ir aos seus quartos, ele usava uma arma de choques para os imobilizar antes de os matar batendo nas suas cabeças com um martelo e cortando-os nas suas casas de banho. Ele escolhia caucasianos como vítimas porque eles estavam a viajar tão longe dos seus países de origem, que era menos provável que fossem descobertos. O seu motivo, aparentemente, incluía dinheiro, porque foram levantadas grandes quantidades usando os cartões de crédito de Gerard Lowe e Timothy MacDowall.

### Gerard Lowe

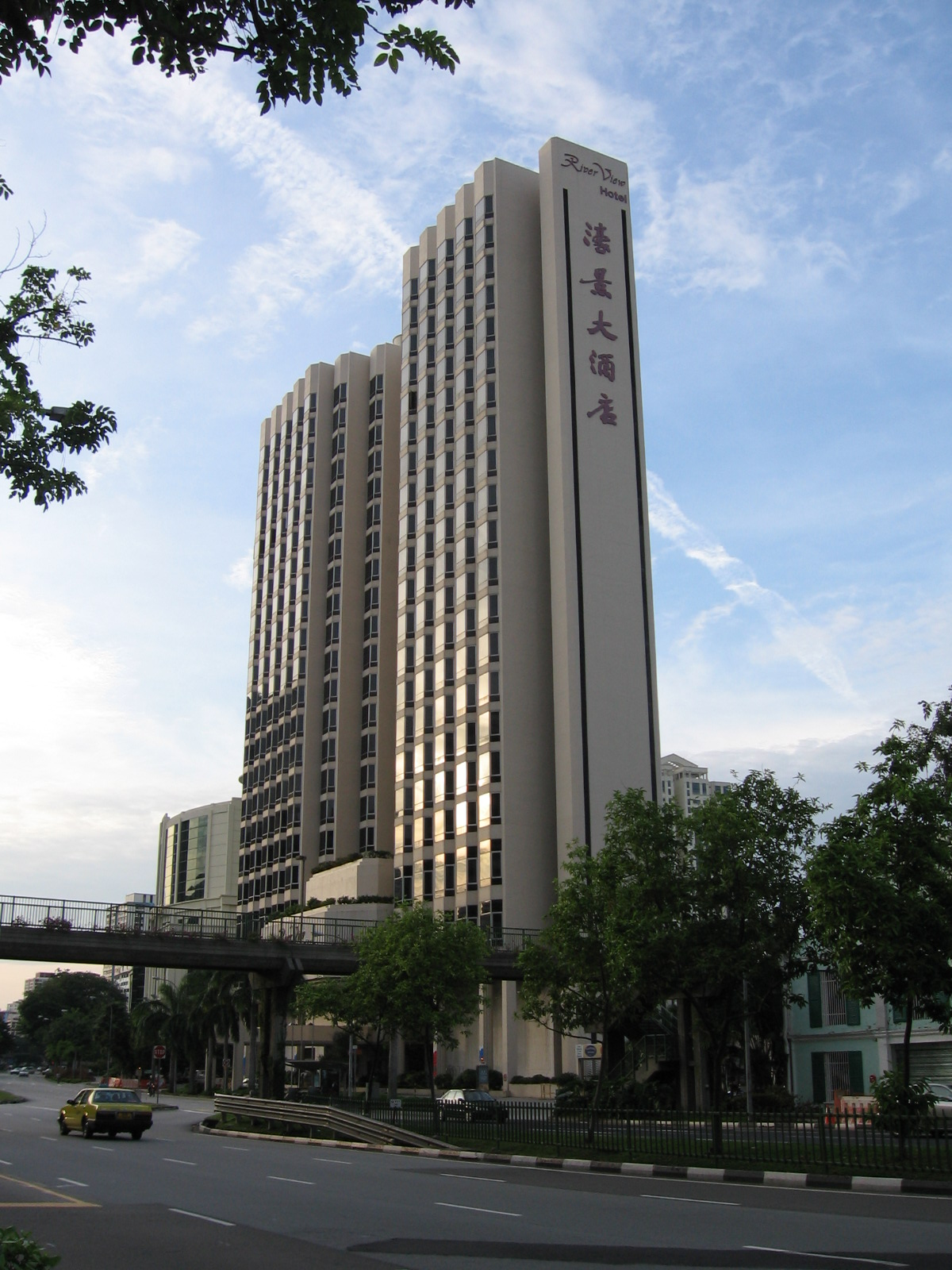
Hotel River View

Gerard George Lowe veio de Joanesburgo, África do Sul. Era um engenheiro químico em Cervejarias do Sul de África. Ele foi a Singapura para comprar itens eléctricos e electrónicos. Antes de deixar Joanesburgo a 7 de Março de 1995, ele disse à sua esposa Vanessa, uma trabalhadora da companhia aérea local, a sua agenda exacta, dizendo: "Eu ligo-te no momento em que entrar no hotel para te dar o número de contacto. Se não souberes de mim a 10 de Março, pode significar que tenho um lugar no avião de regresso à África do Sul e devo chegar a casa a 11 de Março. Mas se te ligar a 10 de Março, pode significar que eu não consegui arranjar um lugar e regresso a 12 de Março".
Quando Lowe chegou ao Aeroporto Changi de Singapura na manhã de 8 de Março, foi saudado por Martin (sob o nome de Simon Davis), que começou uma conversa com ele e sugeriu que partilhassem um quarto, o qual Lowe aceitou. Conseguiram arranjar o quarto 1511 no Hotel River View na Havelock Road. Na manhã seguinte, Martin pediu à recepcionista do hotel para apagar o nome de Lowe do sistema de registo do quarto, dizendo que tinha mandado embora o Lowe na noite anterior por ser homossexual. Martin saiu a 11 de Março e voou para Banguecoque no mesmo dia.
A 13 de Março de 1995, um par de pernas, cortas nos joelhos, foram encontradas num saco de plástico a flutuar no Pontão de Clifford. Três dias depois, um par de coxas e um tronco foram encontrados na mesma área, também num saco de plástico. Inicialmente, a polícia de Singapura apenas conseguiu determinar que as partes do corpo pertenciam a um caucasiano, e tiveram um nome possível depois de receber um relatório de pessoa desaparecida de Lowe do Alto Comissário da África do Sul. Vanessa Lowe preencheu o relatório porque achava que o seu marido, que tinha contacto diário com a sua família mesmo noutro país, não tinha regressado a casa ou regressado à África do Sul a 12 de Março. Os colegas de Lowe no trabalho também tentaram saber onde ele estava pelos contactos pessoais em Singapura. A 1 de Abril, ela confirmou que as partes do corpo eram do seu marido, por identificação visual. Contudo, os seus braços e cabeça nunca foram encontrados.

### Sheila e Darin Damude
Sheila Mae Damude e o seu filho Darin Jon Damude vieram de Saanich, Colômbia Britânica, Canadá. Ela era administradora da Escola Cristã do Pacífico em Victoria, enquanto que Darin era um estudante universitário. Tinham ido à Tailândia em férias, com Darin a viajar para a Ásia antes de Sheila tendo-se encontrado em Banquecoque durante as férias da Páscoa. Eles voaram para Phuket a 15 de Março com Martin (ainda a usar o seu nome assumido) que estava sentado na mesma fila que eles. Fez-se amigo dos dois e registaram-se no Nilly's Marina Inn com vista para a Praia de Patong. A Martin foi-lhe dado o quarto 48 e aos Damude foi dado o quarto adjacente 43. Os Damude não foram vistos novamente depois de terem comido o pequeno-almoço na manhã seguinte; por volta das 11 da manhã, hora na Tailândia (5 da manhã UTC), Martin pediu à recepcionista do hotel para trocar o seu quarto para o 43, dizendo que os Damude tinham saído e que ele ia pagar a conta deles.
Martin saiu e regressou a Singapura a 19 de Março. Nesse dia, os crânios dos Damude foram encontrados numa mina de estanho abandonada no distrito de Kathu. Um tronco e um par de cada braço e pernas foram encontrados ao longo da Estrada Bahn Nai Trang, a 9,7 quilómetros de distância, 5 dias depois. As partes do corpo estavam tão decompostas que a identificação visual foi impossível; a Royal Thai Police usou registos dentários para identificar os crânios e a análise forense concluiu que o tronco, braços e pernas eram provavelmente de Sheila. As outras partes do corpo de Darin nunca foram encontradas.

### Vítimas não confirmadas
A Scotland Yard suspeitou que Martin tinha matado separadamente dois homens do Sul de Londres, o consultor financeiro Timothy MacDowall e o contabilista William Shackel. No México, Martin tinha discutido com a sua mulher sobre fazer mergulho com MacDowall, que estava a ter aulas de mergulho enquanto estava de férias numa ilha de Belize. MacDowall desapareceu em Belize no início de 1995 mas a polícia não conseguiu ligá-loo positivamente com as partes do corpo encontradas no país; a única actividade suspeita que descobriram foi a transferência de £21,000 da conta bancária de MacDowall para uma conta bancária em São Francisco no nome de Martin. Acredita-se de MacDowall foi morto enquanto dormia e que os seus restos mortais foram atirados a um rio de crocodilos. Martin recusou-se a ser entrevistado pela Scotland Yard enquanto estava no corredor da morte na Prisão de Changi, pelo que quem matou MacDowall fica por confirmar. Shackel foi dado como desaparecido enquanto estava de férias em Cacun, México. Os relatórios da polícia dizem que Martin estava em Cancun no dia em que Shackel debitou os cheques de viajante no valor de £4,000, depois de ter desaparecido.
Martin também era procurado em São Francisco nos Estados Unidos pelo homicídio do prostituto homossexual Tom Wenger a 28 de Março de 1994. O corpo de Wenger foi cortado e o sangue retirado; foi encontrado num contentor de lixo em Myrte Alley, no distrito de Polk Street. Apesar de Martin, supostamente, estar na prisão do Reino Unido na altura, a sua fotografia coincide com a figura facial composta pela polícia de São Francisco.

## Prisão e avaliação
Martin foi preso quando chegou ao Aeroporto de Changi na noite de 19 de Março de 1995 e produziu um passaporte com o nome assumido de Simon Davis. A polícia tinha posto o nome na lista de procurados a 14 de Março depois de terem determinado que Lowe tinha feito registo no Hotel River View com alguém com esse nome. Na entrevista feita pela polícia no aeroporto, Martin partiu um painel de vidro e cortou o pulso com um estilhaço de vidro numa tentativa de suicídio, pensando que seria enforcado como Flor Contemplacion, um filipino que tinha sido enforcado 2 dias antes por um duplo homicídio. Foi levado para o Hospital Alexandra para tratamento.
A polícia encontrou 5 passaportes com Martin para além do seu próprio - 2 passaportes britânicos associados a Simon Davis, 2 passaportes canadianos com o nome de Sheila e Darin Damude, e um passaporte Sul Africano em nome de Gerard Lowe - cada um com a fotografia de Martin posta. Também encontraram cartões de crédito pertencentes a Sheila Damude e Gerard Lowe. Para além disso, a polícia encontrou a certidão de nascimento de Simon Davis, e os itens que Martin tinha usado para imobilizar e matar: um martelo que pesava 1,5 quilos, uma arma de choques a bateria Z-Force III, uma lata de spray pimenta, dois pares de algemas, um par de algemas para os dedos, duas facas de marca policial, uma pedra de amolar e dois canivetes suíços. A importação de alguns destes objectos é ilegal em Singapura.
A 21 de Março de 1995, Martin foi levado a tribunal numa acusação inicial, chamando-lhe Simon James Davis e acusando-o de falsificar a assinatura de Lowe numa transacção de cartão de crédito do DBS Bank para obter 6,000 dólares em dinheiro a 9 de Março. Três dias depois, ele foi acusado sob o seu nome verdadeiro pelo homicídio de Gerard Lowe no quarto do Hotel River View algures entre 8 e 9 de Março. Em futuras audiências, ele foi adicionalmente acusado de fraude (falsificando a assinatura de Lowe mais 5 vezes para obter dinheiro e objectos no valor de 3,200 dólares), vandalismo (partir o painel de vidro), posse de uma arma ofensiva (a arma de choques), e posse de uma droga controlada (tinha 24 placas de cannabis na altura da sua detenção).
A 18 de Setembro, um inquérito preliminar num tribunal distrital foi feito para determinar se existiam provas suficientes para que um julgamento avançasse. O magistrado que supervisionou o inquérito ordenou que Martin fosse a julgamento pelo homicídio de Gerard Lowe a 2 de Outubro depois de ouvir declarações de 39 testemunhas, e olhar para mais de 100 exibições e 100 fotografias que a acusação tinha preparado como provas.

## Julgamento
Antes do julgamento, Martin fez uma declaração explicando que tinha matado Lowe em auto-defesa. Ele disse que tinha adormecido depois do registo de entrada, mas acordou depois com alguém a tocar nas suas nádegas; era Lowe, que tinha vestido apenas a sua roupa interior e estava a sorrir-lhe. Para ale, este comportamento fazia com que Lowe parecesse homossexual, por isso expulsou Lowe. Este Lowe zangado, atirou o martelo de Hammer contra o seu estômago. Martin depois agarrou no martelo e "bateu [em Lowe] várias vezes na cabeça até que ele desmaiou no chão de carpete". Um amigo mais tarde ajudou-o a livrar-se do corpo de Lowe atirando-o ao Rio de Singapura. Martin continuou, "Não tenho a certeza o que fiz a seguir... está tudo muito estranho depois do acidente como se estivesse a andar num mundo de sonhos nos dias seguintes". Ele recusou identificar o amigo, dizendo, "Eu não vos posso dizer a sua identidade porque se ele soubesse iria magoar a minha família na Bretanha". A 15 de Março, ele voou para Phuket, onde se encontrou com o seu amigo novamente. O amigo deu-lhe passaportes e outros pertences pertencentes aos Damude, que ele nunca conheceu.
Em tribunal, Martin argumentou que era, por natureza, uma pessoa violenta. "Posso ter trabalhado no talho (da prisão), mas cortar um corpo humano é outra coisa. Quando eu vi as fotografias (das parte do corpo de Lowe), fiquei enojado". Ele manteve que tinha matado Lowe depois de ele ter deito avanços homossexuais o que lhe causou "susto"; ele tinha-se defendido de ataques homossexuais anteriormente duas vezes, enquanto estava na prisão: em Israel em 1978, e em Inglaterra em 1994. Quando os acusadores públicos Jennifer Marie e Norul Rashid lhe perguntaram o que ele fez depois de matar Lowe, ele disse que não se lembrava de nada porque estava bêbedo e tinha consumido Valium depois da morte de Lowe até ser preso. Ele repetiu que não tinha matado os Damude, e que tinha regressado a Singapura de Phuket para limpar a sua consciência sobre a morte de Lowe.

A 7 de Novembro, o Juiz T. S. Sinnathuray adiou o julgamento por 3 dias para considerar o veredicto (Singapura aboliu julgamentos com júri em 1969). Quando o julgamento voltou, o juiz estava satisfeito pela acusação ter feito o seu caso e ter excluído a versão de Martin dos eventos. No seu veredicto, ele disse:

## Apelo e enforcamento
A 15 de Novembro de 1995, Martin anunciou que ia fazer um recurso. Mais tarde cancelou o recurso sem dar uma explicação a 4 de Janeiro de 1996, 4 dias antes de ser ouvido. Ele desperdiçou uma possibilidade de pedir ao Presidente de Singapura por clemência, dizendo que estava impaciente por ser executado.

Nos dias antes do seu enforcamento, Martin escreveu a partir de um interior "empático" e lamentou que ninguém o tivesse amado para além da sua família e da sua ex-mulher María, numa série de notas com erros ortográficos (ele era pouco literado):

Ele queixou-se que na prisão, "É-te dito todos os dias que não és um membro da raça humana". Na semana antes do enforcamento, ele sonhou que ele tinha evitado a sentença suicidando-se:
A mãe de Martin disse, "Esteja como estiver agora, ele é a pessoa que o serviço prisional treinou para ele ser. Estes bastardos não têm o direito de tirar a vida do meu filho. Eu trouxe-o ao mundo. Eu sou a única pessoa que o pode tirar de si". Contudo, não houve protestos formais contra o enforcamento. Ao amanhecer de 19 de Abril de 1996, Martin foi enforcado na Prisão de Changi juntamente com dois traficantes de drogas nascidos em Singapura. Nesse dia, a Polícia Real Montada Canadiana e a Polícia Real Tailandesa fecharam os seus ficheiros sobre os homicídios de Sheila e Darin Damude, declarando o caso resolvido.

Quando a ex-mulher de Martin, María, soube que ele tinha sido enforcado, disse:

## Cobertura após a morte
Em Maio de 1996, Tan Ooi Boon, um repórter de The Straits Times que fez cobertura do caso de Martin do início ao fim, escreveu um livro sobre o caso, chamado Body Parts: A British Serial Killer in Singapore. Ele escreveu o livro em 3 meses usando material que tinha preparado para o jornal. Ele misturou narrativa ficcional com factos e descreveu como Martin se tinha livrado dos corpos das vítimas.
Em Julho de 1996, a história de como Martin matou Gerard Lowe, e a investigação que se seguiu, foi tema de um episódio do Crimewatch de Singapura, que foi apresentado no Channel 5 e Channel 8 da Television Corporation of Singapore. No episódio, foram mostradas as verdadeiras fotografias da autópsia, tornando a séria a ser a primeira em Singapura a ser dado o aviso de PG (Cuidado Parental - Parental Guindance). A polícia justificou o seu uso de fotografias, dizendo que queriam "dar uma história precisa ao público". A história também foi encenada no último episódio do drama True Files do Channel 5 da MediaCorp TV a 23 de Julho de 2002.
A 31 de Janeiro de 1997, 8 polícias que fizeram contribuições significativas na condenação de Martin foram premiados com placas comemorativas pelo Alto Comissário do Canadá em Singapura, Barry Carin.